# Migdal Oz
Migdal Oz (hebräisch מגדל עוז) ist eine israelische Siedlung im Westjordanland mit 313 Einwohnern (2004). 1994 hatte Migdal Oz 221 Einwohner. Migdal Oz ist der religiösen Kibbuz-Bewegung zuzuordnen. Der Name Migdal Oz bedeutet "Turm der Stärke; starker Turm" und ist benannt nach dem biblischen Gebrauch dieses Namens für Gott als Beschützer, z. B. in Psalm 61,4".

## Geschichte
Die Siedlung wurde 1977 gegründet und gehört zum Siedlungsblock Gusch Etzion.
Migdal Oz liegt teilweise auf dem Land des palästinensischen Dorfes al-Khader. Seit der Gründung der Siedlung wurde sukzessive Land des palästinensischen Dorfes Bait Ummar beschlagnahmt, um die Siedlung nach Westen zu erweitern, insgesamt fast 2000 Dunam.
Am 8. August 2019 wurde nahe der Siedlung die Leiche eines Talmudschülers gefunden. Bei dem Opfer handelt sich um den 19-jährigen Dvir Sorek aus der Siedlung Ofra. Er studierte an einer Talmudschule in Migdal Oz. Bereits der Großvater des Opfers war im Oktober 2000 Opfer eines Terroranschlags geworden.